# Francisco Javier Tejedor Tejedor
Francisco Javier Tejedor Tejedor (Valladolid, 1946) es doctor en Pedagogía español y profesor de la Universidad de Salamanca.

## Biografía
Catedrático de Metodología de Investigación Educativa desde 1983, ha sido docente de las titulaciones de Psicología, Pedagogía y Psicopedagogía en diversas universidades como Complutense, Autónoma de Madrid, Comillas, Santiago de Compostela y Salamanca. Actualmente es un profesor jubilado de la Universidad de Salamanca.
Desde sus inicios su actividad docente e investigadora se ha relacionado con la metodología de la investigación, los fundamentos y métodos de la medición y evaluación, el análisis del rendimiento educativo, la innovación y la incorporación de las nuevas tecnologías a los procesos de enseñanza-aprendizaje en los distintos niveles educativos.
En el ámbito profesional destacan sus responsabilidades técnicas en los procesos de evaluación de docentes en diversas universidades españolas y su colaboración en programas de acreditación de docentes en la Agencia Nacional y en diversas Agencias Autonómicas de Evaluación. Pese a estar jubilado sigue activo en distintos proyectos e impartiendo cursos o participando en jornadas sobre cuestiones metodológicas en universidades españolas y latinoamericanas.
Participó en la creación del grupo de investigación GITE-USAL (Grupo de Investigación-Innovación en Tecnología Educativa de la Universidad de Salamanca), del cual es el responsable y sigue siendo parte. Tejedor creó este grupo en 2002, vinculado a la Facultad de Educación de la Universidad de Salamanca, y desde entonces viene desarrollando proyectos sobre diferentes temas relacionados con la incorporación de las tecnologías de la información y comunicación (TIC) a los procesos de enseñanza-aprendizaje en los distintos niveles educativos, la formación del profesorado y la innovación educativa. En 2009 el grupo recibió la consideración de Grupo de Excelencia por la Junta de Castilla y León, bajo la denominación de Grupo GR213, (Orden EDU/894/2009, 20 de abril de 2009, BOCYL de 27 de abril de 2009).